# Marguerite Hedberg
 Marguerite Hedberg  (* 27. August 1907 in Kirksville (Missouri); † 27. August 2002 in Providence, Rhode Island) war eine US-amerikanische Mathematikerin und Hochschullehrerin.

## Leben und Forschung
Hedberg kam 1907 als Marguerite Lenore Zeigel zur Welt. Sie war das zweite von vier Kindern von Elizabeth (Neef) (1879–1975) und William Henry Zeigel (1875–1947), dem späteren Dekan und Leiter des Bildungsministeriums bei Delta State Teachers College (jetzt Delta State University) in Cleveland, Mississippi. Sie erhielt ihre Grund- und Sekundarschulbildung in Kirksville und besuchte anschließend ab 1925 das Delta State Teachers College bis zu ihrem Bachelor-Abschluss in Pädagogik 1928. Anschließend studierte sie an der University of Missouri und erhielt 1929 ihren Master-Abschluss. Von 1929 bis 1931 war sie Gregory-Stipendiatin und war von 1931 bis 1932 Assistenzprofessorin für Mathematik am Delta State Teachers College. Sie promovierte 1932 bei Louis Ingold an der University of Missouri mit der Dissertation: Some Invariant Properties of a Two-Dimensional Surface in Hyperspace. Sie war danach Assistenzprofessorin an einer Frauenschule, dem Lander College (jetzt die koedukative Lander University) in Greenwood (South Carolina) und wurde nach einem Jahr zur Professorin befördert.
1936 heiratete sie den Mathematiker Ernest Albert Hedberg (1903–1961).
Von 1938 bis 1940 lehrte sie an der Baylor University in Waco, Texas. 1942 kehrte sie wieder zurück als Professorin und amtierende Abteilungsleiterin an das Delta State Teachers College. Von 1943 bis 1944 war sie Assistenzprofessorin an der University of Georgia und 1944 arbeitete sie für das US-Büro für wissenschaftliche Forschung und Entwicklung.
Nach dem Zweiten Weltkrieg, als Mitglieder der Mathematikfakultät dringend benötigt wurden, um zurückkehrende Soldaten zu unterrichten, holte Wyman Loren Williams (1902–1986) sie und ihren Mann 1946 an die University of South Carolina. Sie war von 1946 bis 1949 außerordentliche Professorin und trat 1976 als emeritierte außerordentliche Professorin in den Ruhestand.
Sie starb an ihrem 95. Geburtstag in Columbia, South Carolina. Nach ihrem Tod wurde ihr Nachlass von 1.000.000 US-Dollar für die Gründung des Wyman Loren Williams und Ernest Albert und Marguerite Zeigel Hedberg Lehrstuhl für Mathematik an der University of South Carolina gespendet.

## Mitgliedschaften
- American Mathematical Society
- Mathematical Association of America (MAA)
- Sigma Xi
- Phi Mu Epsilon
- Sigma Delta Epsilon

## Veröffentlichungen (Auswahl)
- 1928: Zeigel, M.:  A problem in projective geometry. Math. News Lett. 3 (2).
- 1930: Zeigel, M.:  Principal directions for two dimensional surfaces in hyperspace. Bull. Amer. Math. Soc. 36.